# Ordbok öfver svenska medeltidsspråket
Ordbok öfver svenska medeltidsspråket (pol. Słownik średniowiecznego języka szwedzkiego) – słownik języka staroszwedzkiego. 
Liczy 3 tomy wydane w latach 1884–1918, które były sprzedawana na początku jako broszury i suplement wydany w 1973 roku.
Suplement został wydany w dwóch wersjach: jednotomowej i dwu tomowej, ponieważ pierwsza część suplementu została pośmiertnie wydana na podstawie notatek autora w 1925-1926 roku (A-N) przez Emila Olsona, druga część suplementu (O-Ö) została napisana w latach 1953-1973.
Autorem słownika był Knut Fredrik Söderwall, a autorem suplementu Karl Gustav Ljunggren z pomocą Waltera Åkerlunda i Eliasa Wesséna. Słownik został wykonany na zlecenie Svenska fornskriftsällskapet, które jest właścicielem praw autorskich.
Powstanie słownika było finansowane przez Svenska fornskriftsällskapet, Akademię Szwedzką jak i rząd Szwecji.
Zakres słownik obejmuje okres od 1225 do 1526 roku, czyli od kodeksu prawa Västgötalagen do wydania Biblii Gustawa Wazy.
Słownik zawiera około 22 894 haseł (3 tomy), a suplement 21 495 haseł co daje razem 44 389 haseł.
W 2016 Uniwersytet w Göteborgu zdygitalizował 4 tomy słownika.